# Augustus Raymond Margary

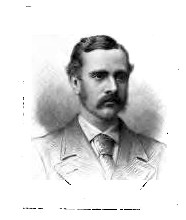
Augustus Raymond Margary

Augustus Raymond Margary (* 26. Mai 1846 in Belgaum; † 21. Februar 1875 in Manwein bzw. "Manwyne chinesisch 满云, Pinyin Mǎnyún", in Yunnan, Chinesisches Kaiserreich) war ein britischer Reisender und Diplomat.

## Jugend- und Schulzeit
Augustus Margary war der dritte Sohn von General-Major Henry Joshua Margary und wurde von seiner Mutter unterrichtet. Im Alter von 9 Jahren ging er in Frankreich zur Schule und anschließend lebte er bei seinen Großeltern in England. Sein Onkel war Rektor von Swafield, Norfolk, und verrichtete seinen Dienst auch an der North Walsham Grammar School. Mit seinen drei Brüdern wurde er auf das Brighton College geschickt, wo er sieben Jahre blieb. Während seiner Schulzeit dort erkrankte er an Gehirnfieber, als Folge eines Schlags auf den Kopf, den er erhalten hatte, als die Jungen vom College gegen die Jungen der Stadt kämpften. Die Auswirkungen spürte er bis zu seinem Lebensende. Nach der Rückkehr seiner Eltern aus Indien hörte er Vorlesungen am College der University of London und strebte eine akademische Karriere an.
Dann erreichte ihn eine Nachricht von seinem Onkel Austen Henry Layard, der Botschafter in Madrid war, dass dieser ihn für den diplomatischen Dienst in China nominiert habe. Nun lernte er jeden Tag sieben Stunden lang Chinesisch. Er nahm an einer Ausleseprüfung vor der Zivildienst-Kommission (civil service commissioners) teil, die er im dritten Anlauf schaffte. Daraufhin erhielt er ein Zeugnis und wurde zum Studenten Übersetzer im Chinesischen Konsulat am 2. Februar 1867 ernannt. Im folgenden Monat reiste Margary nach China und wurde am 18. Nov. 1869 zum Assistenten dritter Klasse befördert.

## Leben

Landkarte mit Margarys Route

Landkarte mit den Routen der Expeditionen von 1868 und 1875

Bis 1870 war Margary an der britischen Gesandtschaft in Peking, als er auf die Insel Formosa (heute Taiwan) versetzt wurde. Hier war er verantwortlich für den Konsulatsdienst für die nächsten 12 Monate. Er wohnte hauptsächlich in Tamsuy und Kelung, machte aber auch Ausflüge zu anderen Teilen der Insel. Dabei studierte die Flora und Geologie der Insel. Während eines Taifuns in Kelung rettete er zusammen mit seinem Freund, Mr. Dodd, einem britischen Kaufmann, am 9. August 1871 zweiundvierzig Schiffbrüchige. Für diese Tat erhielten beide die Silber-Medaille der Royal Humane Society am 16. Juli 1872, sowie durch Queen Victoria die Albert Medal (Lebensrettung) 1st class am 28. Okt. 1872.
Während seiner Karriere in China wurde ihm bei zwei Gelegenheiten Stellen angeboten zu einem Gehalt, das mindestens doppelt so hoch war als das, was er von der Regierung bekam. Beide Male lehnte er ab.
1872 besuchte er England und nahm an einer Diskussion über Formosa teil, die von Royal Geographical Society, veranstaltet wurde. Magary wurde Mitglied dieser Gesellschaft. Via Nordamerika und Japan kehrte er nach China zurück, wo im September 1873 in Shanghae ankam.
Am 7. Dezember 1872 wurde er zum Assistenten zweiter Klasse befördert und war Übersetzer in Shanghai vom 16 Oct. bis 12. Nov. 1873. Ebenso nahm er als Dolmetscher an den Verhandlungen von Chefoo vom 24. Nov. 1873 bis 9. April 1874 teil.
Er erhielt 1874 den Auftrag, eine Expedition unter Oberst Horace Browne, welche von Birma her nach Yunnan vordringen sollte, als Dolmetscher zu begleiten. Von Shanghai legte er, was noch nie einem Europäer geglückt war, den Weg nach Birma über Land zurück, indem er meist auf Booten die Flüsse hinauffuhr und so die Provinzen Hunan, Guizhou und Yunnan passierte. Am 15. Januar 1875 traf er in Bhamo am Irrawaddy mit der Browneschen Expedition zusammen.
Um den Weg zu erkunden, ging er voraus, wurde aber am 21. Febr. 1875 zu Manwein an der chinesischen Grenze in Yunnan "verräterisch ermordet" (Meyers Konversationslexikon, 4.A.) bzw. "bei einem Widerstand von Seiten der Einheimischen getötet" (China Radio International), woraus ernstliche Differenzen zwischen England und China entstanden.
Sie mündeten in den Vertrag von Yantai von 1876 (die Chefoo Convention), wonach Großbritannien das Recht erhielt, Leute zur "Erkundung" von Handelsrouten nach Yunnan auszusenden, oder von China via Tibet nach Indien bzw. umgekehrt. Damit war für die Briten der Weg nach Yunnan und Tibet geöffnet. Außerdem erreichten sie die Öffnung der Häfen von Ich’ang, Wuhu, Wenchou, und Pakhoi (Peihai) für den britischen Handel.
Sein Tagebuch erschien 1875 unter dem Titel: "Notes of a journey from Hankow to Ta-li-fu" in Shanghai.

## Werke
- Rutherford Alcock: The Journey of Augustus Raymond Margary, from Shanghae to Bhamo, and Back to Manwyne: From His Journals and Letters, with a Brief Biographical Preface. Second Edition. Publisher: Macmillan and co. London, 1876.
- Bücher von und über Augustus Raymond Margary im Internet Archive